# Домінго Драммонд
Домінго Драммонд (ісп. Domingo Drummond, нар. 14 квітня 1957, Пуерто-Кортес — пом. 23 січня 2002) — гондураський футболіст, що грав на позиції захисника у клубі «Депортіво Платенсе», а також збірній Гондурасу.

## Клубна кар'єра
У дорослому футболі дебютував 1977 року виступами за команду «Депортіво Платенсе», в якій провів всю свою кар'єру гравця, яка тривала 16 сезонів. у складі команди був одним із основних гравців захисту, зіграв у її складі 235 матчів у чемпіонаті країни. Завершив виступи на футбольних полях у 1993 році.

## Виступи за збірну
1978 року дебютував в офіційних матчах у складі національної збірної Гондурасу. У 1980 році грав у відбіркових матчах. а в 1982 році був у складі збірної Гондурасу на дебютному для неї чемпіонату світу 1982 року в Іспанії. На чемпіонаті зіграв один матч зі збірною Югославії. У 1984—1985 роках грав у кваліфікаційному турнірі до чемпіонату світу 1986 року. У 1985 році закінчив виступи за збірну, зігравши в її складі 34 матчі.
Помер Домінго Драммонд 23 січня 2002 року.

## Титули і досягнення
- Срібний призер Чемпіонату націй КОНКАКАФ: 1985